# Rödhuvad kardinal
Rödhuvad kardinal (Piranga erythrocephala) är en fågel i familjen kardinaler inom ordningen tättingar. Den är endemisk för Mexiko där den påträffas i bergsskogar med ek och tall. Arten är fåtalig och minskar i antal, men beståndet anses ändå vara livskraftigt.

## Utseende och läte
Rödhuvad kardinal är med en kroppslängd på 15 cm en relativt liten medlem av släktet Piranga. Hanen är mycket karakteristiskt tecknad med rött på huvud och strupe, olivgrön ovansida och gul undersida. På örontäckarna syns vitaktiga teckningar. Honan saknar helt rött men är i övrigt tecknad som hanen, något ljusare på buken. Sången är lång, långsam och fyllig, bestående av en serie enkla eller dubbla toner, i engelsk litteratur återgiven "chur chew che-wier chéé-chur wee chur cheer chéé-chur...". Också beskriven är ett snabbt, tunt och ljust "tsi-tsi tsee-tsee". Bland lätena hörs ljusa "chit" och kvittriga "chit-t-t-t" samt "spik" or "spi".

## Utbredning och systematik
Rödhuvad kardinal delas in i två underarter med följande utbredning:
- Piranga erythrocephala candida – förekommer i Sierra Madre Occidental i västra Mexiko (sydöstra Sonora i nordvästra Jalisco)
- Piranga erythrocephala erythrocephala – förekommer i bergen i södra Mexiko (Jalisco och Guanajuato till Oaxaca)

Vintertid rör den sig något söderut i Mexiko.

### Familjetillhörighet
Släktet Piranga placerades tidigare i familjen tangaror (Thraupidae). DNA-studier har dock visat att de egentligen är tunnäbbade kardinaler, nära släkt med typarten för familjen röd kardinal.

## Levnadssätt
Rödhuvad kardinal hittas i bergstrakter i skogar med tall och ek samt i skogsbryn och plantage, på mellan 800 och 2600 meters höjd. Den rör sig i par eller smågrupper, ofta med andra fågelarter, på medelhög till hög höjd i lövverket. Födan består av insekter och små frukter och bär. Boet är en skål av kvistar och annan vegetation som placeras högt upp i ett träd.

## Status och hot
Arten har en relativt liten världspopulation uppskattad till färre än 50 000 vuxna individer. Den tros också minska i antal, dock inte tillräckligt kraftigt för att den ska betraktas som hotad. Internationella naturvårdsunionen IUCN listar därför arten som livskraftig (LC).

## Namn
Fågeln kallades tidigare rödhuvad tangara på svenska, men har justerats av BirdLife Sveriges taxonomikommitté för att mer korrekt återspegla dess familjetillhörighet. Det vetenskapliga artnamnet erythrocephala betyder just "rödhuvad".